# 달성토성마을
달성토성마을은 대한민국 대구광역시 서구 국채보상로 83길 21 일원에 위치한 마을이다. 3호선 달성공원역 4번 출구에서 688m정도 떨어져 있다.

## 역사
달성토성마을은 1960년~1970년대 섬유산업의 발전으로 대구가 한창 잘나가던 시절, 산업 단지의 배후 주거지로 많은 이들의 터전이었다. 1963년 이후 국가지정문화재 사적 제62호로 지정되면서 개발이 제한되었다. 1980년 중반까지 많은 사람이 방문했지만, 섬유산업이 침체됨에 따라 마을 인구가 급격히 줄어들었다. 2015년, 마을을 가꾸어 보자는 사람들의 의견이 모여 주민들이 집 안의 꽃과 나무들을 골목에 꺼내 놓아 직접 골목을 가꾸기 시작하였으며, 골목의 주민들의 자발적인 참여로 골목에는 각양각색의 꽃들이 넘쳐나기 시작했다. 골목에는 골목사람들의 이야기를 담은 벽화와 항아리, 바람개비 등으로 장식을 했다. 이후 ‘골목정원’이라는 명칭이 붙여지게 되었다. 골목정원은 관광객들에게 명소가 되었고, 주민들 뿐만 아니라 인근 지역 곳곳에서 이를 보러 오는 관광객들이 생기기 시작했다.
대구에서 최초로 영국 런던의 도심재생사업을 모티브로 어두운 뒷골목에서 관광지로 탈바꿈 했다. 이전 동물원으로 유명했던 달성공원의 이름이 ‘달성토성’이다. 또한 옛 달성토성을 품고있어 '달성토성마을'로도 불린다.

## 현황
2016년을 시작으로 매년마다 달성토성마을골목축제를 개최한다. 달성토성마을골목축제는 대구시 선정 우수마을 축제로 2017년에 개최한 달성토성마을골목축제는 주민들이 직접 축제에 대한 아이디어를 회의를 통해 발굴하고 토론하여 만들어진 것이 특징이다. 퍼레이드, 달성토성, 별을 밝히다 등 역사적, 문화적 가치를 담은 여러 행사들이 진행되었다.
2024년 대구형 예비마을 기업지원사업에 선정되어 마을 주민조직이 안정적인 운영체계를 구축할 수 있도록 지원을 받아 마을기업 창업을 토대를 마련 받았다.